# 阿利鲁单抗
阿利鲁单抗（INN：abrilumab；开发代号：AMG 181）是一种抗α4β7单克隆抗体，设计用于治疗炎症性肠病、溃疡性结肠炎和克罗恩病。
该药物由安进公司和阿斯利康旗下的MedImmune开发。针对该药物的开发已于2016年停止。